# Hypostomus careopinnatus
Hypostomus careopinnatus é um pequeno peixe siluriforme de água doce do gênero Hypostomus da família dos cascudos. Esta espécie, que se caracteriza por não possuir barbatana adiposa, se distribui no centro-este de América do Sul. Os machos podem alcançar 58 mm de comprimento.

## Distribuição e habitat
Esta espécie habita a ecorregião de água doce Paraguai, em cursos fluviais no centro de América do Sul, correspondentes à bacia do rio do Prata, na bacia do rio Paraguai, no centro-sul do Brasil. É endêmico do estado de Mato Grosso do Sul, especificamente de afluentes do rio Taquari, o que é um afluente pela margem esquerda do rio Paraguai, que por sua vez joga suas águas no rio Paraná, um dos rios formadores do Rio da Prata, que finalmente desemboca no oceano Atlântico.

### OutrosHypostomusda bacia do Paraguai
São numerosas as espécies de cascudos que também habitam a bacia do rio Paraguai. Somente entre seus congêneres, ali também vivem: Hypostomus boulengeri, H. cochliodon, H. latifrons, H. perdido, H. ternetzi , H. borellii, H. latirostris, H. variostictus, H. piratatu, H. mutucae, H. peckoltoides e H. regani.

## Taxonomia
Esta espécie foi descrita originalmente no ano 2012, pelos ictiólogos Fernanda de Oliveira Martins, Manoela Maria Ferreira Marinho, Francisco Langeani-Neto e Jane Piton Serra Sanches.

### Etimologia
Etimologicamente, Hypostomus constrói-se com duas palavras do idioma grego, onde: hipo significa 'baixo'; e estoma, 'boca'. O termo específico careopinnatus constrói-se com duas palavras em latim, onde confronto significa ‘privado de’, e pinnatus ‘com barbatana’, em referência à ausência de barbatana adiposa.

### Características diagnósticas
A característica diagnóstica de sua ausência de barbatana adiposa permite diferenciar facilmente a Hypostomus careopinnatus de todas as demais espécies de Hypostomus, exceto H. levis, da qual se distingue pela presença de dentes finos e bicuspidados, com cúspide mesial maior e arrendondada, e cúspide lateral mais pequena e cônica (contra os dentes em forma de colher de H. levis). A perda da barbatana adiposa provavelmente ocorreu de maneira independente tanto em H. levis como em H. careopinnatus; este último não só perdeu a barbatana adiposa, a maioria dos espécimes também perdeu as placas médias pré-adiposas.